# Recuperación del vapor

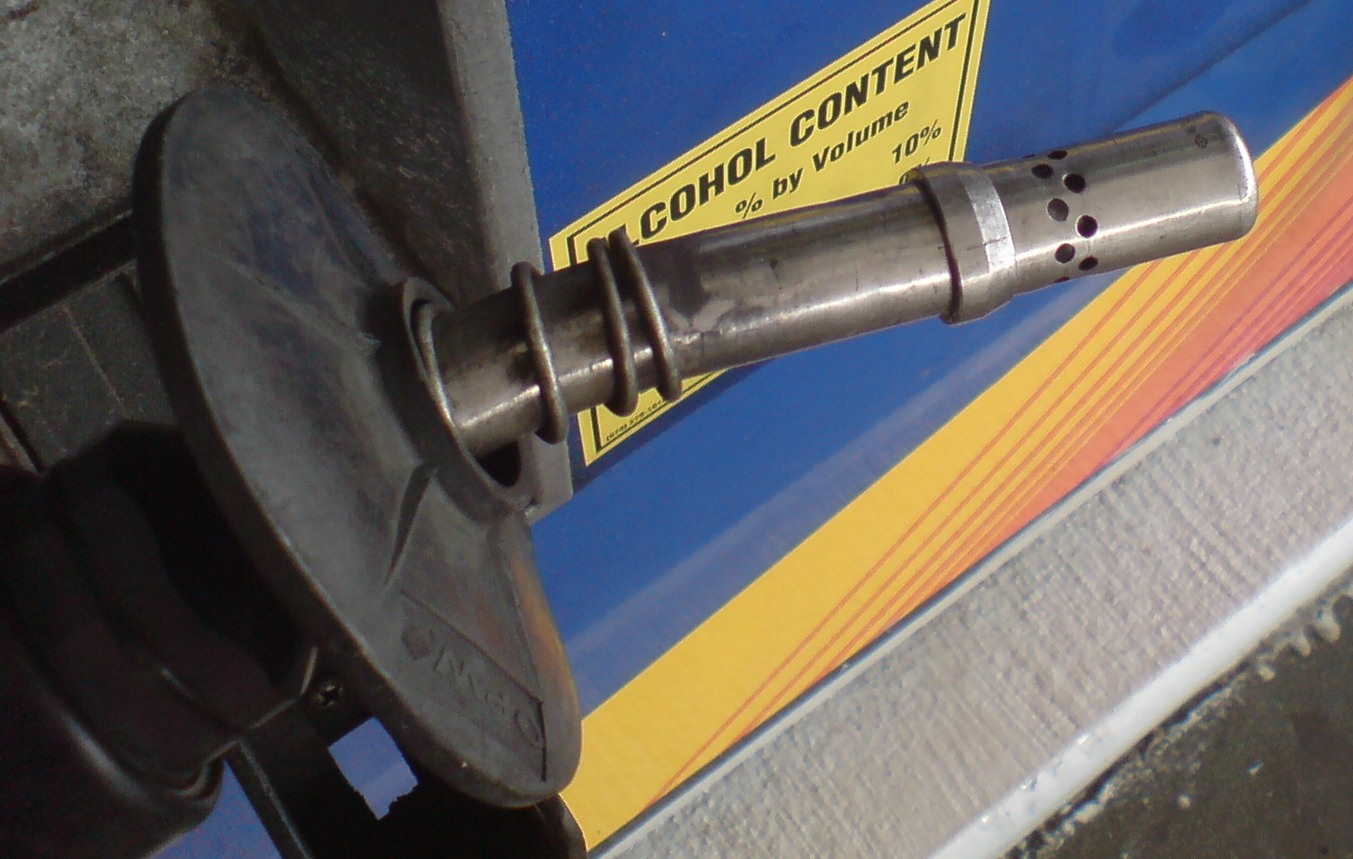
Boquilla con recuperación de vapores

La recuperación del vapor es el proceso de recuperar los vapores de la gasolina y otros combustibles, de modo que no escapen a la atmósfera. Esto se hace en las gasolineras, para reducir los humos nocivos y potencialmente explosivos.
Normalmente, se utiliza la presión negativa creada dentro del depósito subterráneo en succionar su líquido, para volver a aspirar los vapores hacia adentro. Se hace a través unos agujeros cerca de la boquilla y circulan a través de unas mangueras especiales que tienen un circuito de retorno.

## Industria en general
La recuperación del vapor también se utiliza en la industria química para eliminar y recuperar los vapores de tanques de almacenamiento. Los vapores pueden ser o bien peligrosos, o bien tener suficiente valor para ser recuperados.
El proceso consiste en un sistema de ventilación cerrada del espacio vacío del tanque de almacenamiento hacia una unidad de recuperación de vapores (URV), donde se recuperan los vapores devolviéndoles hacia el proceso, o bien son destruidos, normalmente por oxidación.
- Datos: Q360958